# 確認の利益
確認の利益（かくにんのりえき）とは、権利又は法律関係等の確認を求める確認訴訟における訴えの利益のことである。確認の利益は、原告の法律上の地位に不安ないし危険が現に生じており、それを除去する方法として、原告・被告間で確認訴訟の対象たる権利又は法律関係の存否について判決することが有効適切な場合に認められる。確認の訴えは、執行力をもたない点で紛争の実効的解決に役立たない場合が多く、また、対象が無限定に拡大しやすいため、無益な紛争を防止するため確認の利益が要求されている。一般に、確認訴訟選択の適否、確認対象選択の適否、即時確定の利益（紛争の成熟性）の観点から論じられる。

## 確認訴訟選択の適否
確認訴訟以外の紛争形態がある場合には、確認の利益は原則として否定される。
確認の訴えには、給付の訴えと違って執行力があるわけではないから、給付の訴えに比べて紛争解決の実効性において劣っているのである。また、本案判断の前提をなす手続上の問題について、別訴を提起する場合も原則として確認の利益を欠くものとされる。

## 確認対象選択の適否
従来、3つのドグマがあると言われてきた。

### 事実の確認は許されず、法律関係の確認を求めるべき
事実自体を確認しても紛争の法的解決には迂遠であるから、直接法的効果・法的関係を確認の対象とすべきだ、という。例外として、民事訴訟法自身が明文で認めている「書面真否確認の訴え」が挙げられる。

### 過去の法律関係の確認は許されず、現在の法律関係の確認を求めるべき
過去の法律関係を確認してみても、現在ではそれが変化しているかもしれないから、現在の法律関係を確認対象としたほうがよい、ということである。もっとも、過去の法律関係を確認した方が紛争がうまく解決する場合には、過去の法律関係の確認が許されるとされる。その代表は遺言無効確認の訴えであり、判例も最判昭和47年2月15日民集26巻1号30pにおいて、確認の利益があるとした。

### 消極的確認よりも積極的確認を求めるべき
何々でないことという消極的な確認を求めるよりも、何々であるという積極的な確認を求めるべき、というものである。例えば所有権確認訴訟において原告Xが、被告Yの所有ではない、ことの確認を求めて勝訴しても、所有権が誰にあるかは全く確定されない。これに対し、原告Xの所有である、ことの確認を求めて勝訴すれば所有権がXにあることが確定するのである。ただし、そうなることが多いというだけで消極的な確認を認めるべき場合もある、という見解がある。

## 即時確定の利益（紛争の成熟性）
原告の権利・地位に不安・危険が生じていなければならず、かつその不安・危険は現実的なものでなければならない、というものである。不安・危険がなければ、訴訟をする意味がなく、不安・危険が抽象的であれば現実化した段階で訴訟を起こさせればよいからだとされる。細かく分けると、「不安・危険」とその「現実性」の問題ということになる。

### 不安・危険
一般には、被告が原告の法的地位を否定したり、原告の法的地位と抵触する法的地位を主張したりする場合に生ずる、とされる。例えば、原告が登記と占有を有する不動産につき、被告が所有権を主張する場合である。ただし、時効中断を目的とする場合などは、例外的に被告が原告の法的地位を否定していなくても確認の利益を認めるべきだ、とされる。

#### 主な判例
最判昭和31年6月26日民集10巻6号748pは、協議離婚の事例である。最高裁判所は、原告の意思に基づかない協議離婚の届出が戸籍上存在する場合には、原告に裁判離婚の意思があっても、協議離婚無効の確認の訴えを提起する利益が、原告にあるとした。判例は離縁の場合についても、最判昭和62年7月17日民集41巻5号1381pで、離縁が無効だと主張する原告に対し被告がそもそも縁組が無効であったと主張している場合でも、訴えの利益が認められるとした。判例は身分行為については、一つ一つを正確に探求して忠実に戸籍に反映させようとしていると見られる。最判昭和56年9月11日民集35巻6号1013pは、遺言無効確認の事例である。判例は特別受益者で具体的な相続分がゼロであるとしても、なお遺言無効確認の利益があるとした。

### 現実性
一般に、原告の不安・危険は現実的なもの、言い換えれば現在のものになっていなければならないとされる。すなわち、将来の法律関係については、確認の利益が否定されるのが原則となる。債務不存在確認訴訟について、このような見地から問題とされた裁判例もある。